# Liste der Staatsoberhäupter 408
Übersicht
◄◄ | ◄ | 404 | 405 | 406 | 407 | Liste der Staatsoberhäupter 408 | 409 | 410 | 411 | 412 | ► | ►►

Weitere Ereignisse

## Afrika
- Aksumitisches Reich
  - König: Eon (ca. 395–ca. 415)

## Amerika
- Maya
  - Palenque
    - König: K'uk Balam' (397–435)

  - Tikal
    - König: Yax Nuun Ayiin I. (379–410)

## Asien
- Armenien
  - König: Wramschapuh (389–416)

- China
  - Kaiser der Jin-Dynastie: Jin Andi (396–418)
  - Nördliche Wei-Dynastie: Dao Wu (386–409)
  - Sechzehn Reiche:
    - Spätere Qin: Yáo Xīng (394–416)
    - Spätere Yan: Mùróng Yún (407–409)
    - Nördliche Liang: Juqu Mengxun (401–433)
    - Südliche Liang: Tufa Rutan (402–414)
    - Südliche Yan: Mùróng Chāo (405–410)
    - Westliche Liang: Li Gao (400–417)
    - Xia: Hèlián Bóbó (407–425)

- Iberien (Kartlien)
  - König: Parsman IV. (406–409)

- Indien
  - Gupta-Reich
    - König: Chandragupta II. (375–415)

  - Kadamba
    - König: Bhagiratha (380–410)

  - Pallava
    - König: Skanda Varman III. (400–438)

  - Vakataka
    - Regentin: Prabhavatigupta (390–410)

- Japan
  - Kaiser: Hanzei (406–410)

- Korea
  - Baekje
    - König: Jeonji (405–420)

  - Gaya
    - König: Jwaji (407–421)

  - Goguryeo
    - König: Gwanggaeto (391–413)

  - Silla
    - König: Silseong (402–417)

- Sassanidenreich
  - Schah (Großkönig): Yazdegerd I. (399–421)

## Europa
- Weströmisches Reich
  - Kaiser: Flavius Honorius (395–423)
    - Konsul: Anicius Auchenius Bassus (408)

- Oströmisches Reich
  - Kaiser: Arcadius (395–408)
  - Kaiser: Theodosius II. (408–450)
    - Konsul: Flavius Philippus (408)

- Burgunden
  - König: Gundahar (406–436)

- Vandalen
  - König: Gunderich (406–428)

- Westgoten
  - König: Alarich I. (395–410)

## Religiöse Führer
- Papst: Innozenz I. (401–417)